# Anne Frank
Annelies Marie Frank, eller "Anne" (født 12. juni 1929 i Frankfurt am Main, død februar eller begyndelsen af marts 1945  i Bergen-Belsen) er en af de mest kendte og omtalte ofre for Holocaust grundet hendes efterladte dagbog, som er en af de mest læste bøger i verden og omskrevet for teater og film.

## Opvækst
Anne Frank blev født i Tyskland som næstældste datter af Otto Frank (1889–1980) og Edith Frank-Holländer (1900–45). Margot Frank (1926–45) var hendes storesøster. Frank-familien var liberale jøder med et afslappet forhold til jødedommen, assimileret i et vestligt samfund blandt både jøder og ikke-jøder. Begge forældre læste meget og opmuntrede børnene til det samme.
Den 13. marts 1933 vandt nazisterne kommunalvalget i Frankfurt. Antisemitiske demonstrationer fik Frank-familien til at se sig om efter en mulighed for at emigrere. Senere samme år flyttede Edith og børnene hjem til hendes mor, Rosa Holländer, i Aachen. Otto Frank blev i Frankfurt, men efter han blev tilbudt at starte et firma i Amsterdam, flyttede han dertil for at skabe et nyt hjem for familien, som var blandt de omkring 300.000 jøder, der flygtede fra Tyskland mellem 1933 og 1939.
Otto Frank fik arbejde for firmaet Opekta, som solgte pektin. Han fandt en lejlighed i Merwedeplein 37 i Amsterdam. I februar 1934 ankom Edith og børnene til Amsterdam, og de to piger begyndte i skole – Margot i kommuneskolen, Anne i en Montessori-skole. Margot havde gode evner for aritmetik, Anne for at læse og skrive. Hendes barndomsveninde Hanneli Goslar har senere fortalt, at Frank skrev meget og ofte, men skjulte, hvad hun skrev, og heller ikke ville fortælle om det. Margot og Anne var forskellige personligheder: Margot den høflige, reserverede og flittige,  Anne den mere direkte, energiske og udadvendte.
I 1938 startede Otto Frank sit andet firma, Pectacon, som forhandlede krydderurter og salt. Hermann van Pels var ansat hos Pectacon og jødisk slagter og flygtet fra Osnabrück med sin familie. I 1939 ankom Ediths mor til Amsterdam og boede sammen med Frank-familien til sin død i januar 1942.
I maj 1940 invaderede Tyskland Holland, og regeringen indledte jødeforfølgelserne på baggrund af den nye antisemitiske lovgivning fulgt af obligatorisk registrering og raceadskillelse snart efter. Frank-søstrene var begge gode i skolen og havde mange venner, men efter indførelsen af de nye regler, blev de flyttet til en jødisk folkeskole, hvor Anne blev ven med Jacqueline van Maarsen. I april 1941 forsøgte Otto Frank ihærdigt at undgå beslaglæggelse af Pectacon. Han overførte sin andel i virksomheden til den ikke-jødiske Johannes Kleiman og trak sig som direktør. Firmaet blev overført til Gies and Company, ledet af Jan Gies. I december 1941 gjorde Frank noget lignende for at redde Opekta. Forretningerne fortsatte under ikke-jødisk ledelse, men Frank sad tilbage med kun en minimal indkomst for sig og sin familie. To gange prøvede familien at få visum til USA, men det mislykkedes; anden gang gik ansøgningen tabt under det tyske bombeangreb på Rotterdam i 1940. 

## Kronologi i dagbogen

### Før tiden i skjul
Til sin 13-års-fødselsdag den 12. juni 1942 fik Anne Frank en bog af sin far, som hun havde vist ham et par dage tidligere i et butiksvindue. Selvom det var en autografbog indbundet i rødt og hvidt læder med en lille lås på forsiden, besluttede Frank sig for at bruge den som dagbog, og hun begyndte at skrive i den næsten øjeblikkeligt. Selvom mange af hendes første noter omhandler dagligdagsbegivenheder i hendes liv, omtaler hun også ændringer i Holland efter den tyske besættelse. I sin note den 20. juni 1942 fortæller hun om mange af de restriktioner, som blev pålagt de hollandske jøder og om sin sorg over sin mormors død tidligere samme år. Mindet om mormoren blev både til trøst og sorg for Anne, næsten som en skytsånd. 
Hun drømte om at blive skuespiller. Hun elskede at se film, men fra den 8. december 1941 var hollandske jøder forment adgang til biografer og lignende.
I juli 1942 modtog Margot Frank en ordre fra  Zentralstelle für jüdische Auswanderung i Amsterdam (hovedkvarteret for jødisk udvandring) om udflytning til en koncentrationslejr. Otto Frank havde forberedt et skjulested i firmaet Opektas baghus i Prinsengracht 263, en gade langs en af Amsterdams kanaler, som hans medarbejder Kleiman havde foreslået. Nogle af hans mest betroede medarbejdere ville hjælpe dem. Indkaldelsen af Margot tvang dem til at gå under jorden adskillige uger tidligere end planlagt.

### Livet i baghuset
Om morgenen mandag den 6. juli 1942  gik familien i dækning i et baghus. De havde forladt deres lejlighed i rod og uorden, så man skulle tro, de var rejst pludseligt; og Otto Frank havde efterladt en besked, der antydede, at de var rejst til Schweiz. De var også nødt til at efterlade Annes kat, Moortje. Da jøder ikke havde tilladelse til at bruge offentligt transport, skulle de gå adskillige kilometer, hver af dem iført mange lag tøj, så man ikke kun se, at de havde bagage med. Het achterhuis (hollandsk for "baghuset") var et tre-etagers anneks, som man kunne gå ind i fra en platform ovenpå Opekta-kontorerne. Rummet bestod af to mindre værelser med fælles bad og toilet i første etage, og over det et større åbent rum var et mindre tilknyttet. Fra dette lille værelse førte en stige op til loftet. Døren til baghuset var dækket af en bogreol. Hovedbygningen, en boligblok ved Westerkerk, var typisk for de vestlige dele af Amsterdam.
Victor Kugler, Johannes Kleiman, Miep Gies og Bep Voskuijl var de eneste ansatte, som kendte til gruppen i skjul. Gies' mand Jan Gies og Voskuijls far, Johannes Hendrik Voskuijl, var også hjælpere. De var gruppens eneste kontakt med verden udenfor, som holdt dem underrettet om krigen og den politiske udvikling, og forsynede dem med mad og andre livsfornødenheder, hvad der blev sværere og sværere. Anne nævner ofte sin taknemlighed mod hjælperne og deres anstrengelser for at holde humøret oppe. De risikerede dødsstraf ved at hjælpe jøder i skjul. 
Den 13. juli 1942 ankom familien van Pels til det hemmelige rum. Den bestod af Hermann, Auguste og den 16-årige Peter. I november ankom Fritz Pfeffer, tandlæge og ven af familien. Anne skrev om glæden ved at have nye at snakke med, men at konflikter dem imellem udviklede hurtigt sig, fordi de boede så tæt sammen. Efter at have delt værelse med Pfeffer, fandt Anne ham utålelig og hadede hans indtræden i "familien", og hun havde sammenstød med Auguste van Pels, som hun fandt dum. Hun anså desuden Hermann van Pels og Pfeffer som selviske, især ud fra al det, de spiste. Efter et stykke tid, hvor hun først afviste den generte og akavede Peter van Pels, begyndte hun at synes bedre om ham, og de to indledte et kærlighedsforhold. Hun fik sit første kys af ham, men hendes forelskelse i ham svandt, da hun kom i tvivl om, hvorvidt hendes følelser var ægte eller blot et resultat af, at de levede så tæt sammen. Anne Frank fik et nært forhold til hver af hjælperne, og Otto Frank har fortalt, at hun ventede utålmodigt på deres daglige besøg. Han bemærkede, at Annes nærmeste venskab var med Bep Voskuijl, "den unge maskinskriver... de to står altid og hvisker i hjørnet."
I sine notater analyserede Anne Frank sit forhold til de andre familiemedlemmer, og den store forskel på hver af deres personligheder. Hun anså sig for at være den, der mindede mest om sin far følelsesmæssigt, og han kommenterede senere: "Jeg kom bedre ud af det med Anne end med Margot, som stod sin mor nærmere. Grunden kan være, at Margot sjældent viste sine følelser og ikke behøvede så megen støtte, fordi hun ikke havde Annes humørsvingninger." Frank-søstrene fik et tættere bånd til hinanden mens de skjulte sig, selvom Anne sommetider udtrykte jalousi overfor Margot; især når hun blev kritiseret for ikke at have Margots rolige og stilfærdige natur. Da Anne blev mere moden, betroede søstrene sig mere til hinanden. I sit notat den 12. januar 1944, skrev Frank: "Margot er meget sødere... Hun er ikke nær så ondskabsfuld mere, og hun er ved at blive en sand ven. Hun ser mig ikke længere som en lille baby, som ikke kan tælle."
Anne Frank skrev ofte om sit vanskelige forhold til sin mor. Den 7. november 1942 beskrev hun sin "foragt" for sin mor og sin manglende evne til at "konfrontere hende med hendes ligegyldighed, hendes sarkasme og hårdhjertethed", før hun konkluderede "Hun er ikke en mor for mig." Senere da hun så sin dagbog igennem, blev Frank helt flov over sin hård udtryksmåde, og skrev: "Anne, er det virkelig dig, der er så ond, åh Anne, hvor kunne du?" Hun indså senere, at hun var lige meget skyld i misforståelserne som hendes mor, og at hun havde givet sin mor yderligere grund til bekymring. Med denne indsigt begyndte Anne at behandle sin mor med større tolerance og respekt.
Margot tog et korrespondancekursus i stenografi i Bep Voskuijls navn og fik gode karakterer. Det meste af Annes tid gik med til at læse, og hun skrev ofte og redigerede notaterne i sin dagbog. I stedet for kun at gengive hændelserne, skrev hun om sine følelser, meninger og ambitioner, som hun følte, hun ikke kunne tale med andre om. Som hendes selvtillid voksede, skrev hun om mere abstrakte emner: sin tro på Gud og hvordan hun definerede den menneskelige væremåde.
Hun nærede også drømme om at blive journalist og skrev i sin dagbog onsdag den 5. april 1944:
| Citat      | Jeg har endelig indset, at jeg må lave mine lektier for at undgå at blive uvidende, for at komme videre i livet, for at kunne blive journalist, fordi det er det, jeg vil! Jeg ved, jeg kan skrive... men jeg ved stadig ikke, om jeg har talent for det... og hvis jeg ikke har det, der skal til for at skrive bøger eller nyhedsartikler, kan jeg altid skrive for mig selv. Men jeg vil opnå mere end det. Jeg kan ikke forestille mig at skulle leve som mor, fru van Daan og kvinder, der bare går på arbejde og så ellers bare bliver glemt. Jeg har brug for andet udover en mand og børn at fordybe mig i!... Jeg vil være til nytte eller glæde for alle mennesker; selv dem, jeg ikke har mødt. Jeg vil fortsætte med at leve, selv efter min død. Og det er derfor, jeg er Gud så taknemlig for at have givet mig denne gave, så jeg kan udvikle mig selv og udtrykke alt det, der er indeni mig! Når jeg skriver, kan jeg slippe fri af alle mine bekymringer. Min sorg forsvinder, min sjæl bliver glad igen! Men, og det er det store spørgsmål, vil jeg nogensinde blive i stand til at skrive noget fantastisk, og vil jeg nogensinde blive journalist eller forfatter? | Citat |
| Anne Frank | |       |

Hun fortsatte med at skrive regelmæssigt indtil sit sidste notat den 1. august 1944.

## Arrestation
Om morgenen den 4. august 1944 blev baghuset stormet af det tyske sikkerhedspoliti Grüne Polizei, da en stikker havde afsløret familiens skjulested. Stikkeren er aldrig blevet sikkert identificeret, men mistanken peger stærkt mod vaskekonen Lena van Bladeren Hartog, som nu er død. Gennemlæsning af gamle politirapporter viser, at Hartog aldrig blev konfronteret med selvmodsigelser i sin beretning om sin opdagelse af jøder skjult i bygningen. Hartog var også oprørt over sin søns død i den tyske marine.
Helt til 2016 var udgangspunktet, at nogen havde angivet familien. Men så kom en ny vinkel: Hvorfor gennemførte tysk sikkerhedspoliti egentlig den razzia? I marts 1944 skrev Anne Frank i sin dagbog, at to mænd var arresteret, så familien ikke fik de rationeringsmærker, deres hjælpere skulle bruge for at kunne købe mad til dem. At mændene blev arresteret og løsladt et par uger senere, passer med oplysninger i politiets arkiver. Undersøgelserne viste også, at tre af de tyske politifolk, der brød ind i baghuset, ikke var optagede af at jagte jøder i skjul, men derimod i at få fat på sortbørshandlere.
Stormangrebet var ledet af Schutzstaffel v/Oberscharführer Karl Silberbauer fra Sicherheitsdienst, og i gruppen var også tre fra sikkerhedspolitiet. Frank-, van Pels-familien og Pfeffer blev ført til Gestapos hovedkvarter, hvor de blev afhørt og tilbageholdt natten over. Den 5. august blev de flyttet til huis van bewaring (varetægtshus), et overfyldt fængsel i Weteringschans. To dage senere blev de transporteret til opsamlingslejren Westerbork, som omkring 100.000 jøder havde passeret. Da gruppen var arresteret for at have skjult sig, blev de anset som kriminelle og sendt til straffelejrene, hvor de skulle udføre slavearbejde.
Victor Kugler og Johannes Kleiman blev arresteret og fængslet i en straffelejr som fjender af Amersfoort-regimet. Kleiman blev løsladt efter syv uger, mens Kugler opholdt sig i flere arbejdslejre til krigen sluttede. Miep Gies og Bep Voskuijl blev også afhørt og truet af sikkerhedspolitiet, men ikke tilbageholdt. De vendte tilbage til baghuset dagen efter og fandt Annes papirer spredt ud over gulvet. De samlede dem og familiealbummerne op, og Gies ville at give dem tilbage til Anne, når krigen sluttede. Den 7. august 1944 forsøgte Gies at få fangerne løsladt ved at bestikke Silberbauer, men han afslog.

## Deportation og død
Den 3. september 1944  blev gruppen deporteret med den sidste transport, der kom til at gå fra Westerbork til Auschwitz. De ankom efter tre dages rejse. På samme tog var også Bloeme Evers-Emden, en pige fra Amsterdam, som havde været ven med Margot og Anne i den jødiske folkeskole i 1941. Hubert Zafke (1920-2018) hed SS-manden, der tog imod deportationen, men først blev trukket for retten for det i 2016. Selv anførte Zafke, at han kun var sanitetsofficer i Auschwitz fra 15. august til 14. september 1944, mens anklagemyndigheden mener, han som medskyldig i 3.681 menneskers død pumpede gas ind i gaskamrene, og var godt kendt med lejren som en drabsmaskine. Sagen blev droppet pga. Zafkes angivelige demens.
Bloeme så regelmæssigt Anne, Margot og deres mor i Auschwitz, og blev interviewet om sine erindringer om kvinderne fra Frank-familien i Auschwitz i tv-dokumentaren fra 1988, The Last Seven Months of Anne Frank af den hollandske filmskaber Willy Lindwer, og i BBC-dokumentaren fra 1995, Anne Frank Remembered.
I kaosset ved togenes ankomst til lejrene blev voksne mænd med vold adskilt fra kvinder og børn, og Otto Frank blev revet væk fra sin familie. Af de 1.019 passagerer, der ankom med toget, blev 549 – deriblandt alle under 15 år – sendt direkte til gaskamrene. Anne var fyldt 15 år få måneder forinden og var blandt de yngste i transporten, som undslap gaskamrene. Hun blev snart klar over, at de fleste blev gasset ved ankomst, men fik aldrig at vide, at hele gruppen fra baghuset havde overlevet sorteringen. Hun regnede med, at hendes far, som var midt i halvtredserne og ikke særlig robust, var blevet dræbt umiddelbart efter deres adskillelse.
Sammen med de andre kvinder, som ikke blev sendt i en øjeblikkelig død, var Anne tvunget til at tage sit tøj af, så hun kunne blive desinficeret, kronraget og få sit identifikationsnummer tatoveret på armen. Om dagen blev kvinderne sat til slavearbejde, og hun slæbte sten og klumper af sod; om natten lå de tæt pakket i overfyldte barakker. Vidner har fortalt, hvordan hun tavs og grædefærdig så børn blive ført til gaskamrene; andre har sagt, at hun ofte udviste stor styrke og mod, og at hendes udadvendte og selvsikre væsen ofte skaffede hende ekstra brødrationer til sin mor, søster og sig selv. Sygdom var umuligt at undgå, og ikke længe efter ankomsten blev Anne angrebet af fnat. Frank-søstrene blev flyttet til sygeafdelingen, som henlå i konstant mørke og var befængt med rotter og mus. Edith Frank spiste ikke mere, men gemte hver bid mad til sine døtre. Hun gav dem den gennem et hul, hun fik lavet nederst i en væg i sygeafdelingen.
I oktober 1944 skulle Frank-kvinderne sendes med en transport til arbejdslejren Liebau i Øvre Schlesien. Bloeme Evers-Emden blev sendt, men Anne var for syg af fnat, og hendes mor og søster blev hos hende. 
Den 28. oktober begyndte udvælgelsen af kvinder til overflytning til Bergen-Belsen. Mere end 8.000 kvinder, deriblandt Anne og Margot Frank og Auguste van Pels, blev flyttet, mens Edith Frank blev ladt tilbage og døde af sult. Telte blev rejst i Bergen-Belsen for de nye fanger, men teltene blæste ned i en novemberstorm, og fangerne måtte trænge sig sammen i barakkerne.  Anne blev kortvarigt genforenet med to veninder, Hanneli Goslar og Nanette Blitz, som sad indespærret i en anden del af lejren. Goslar og Blitz overlevede begge krigen og har fortalt om de korte samtaler, de havde med Anne gennem et hegn. Blitz beskrev hende som skaldet, udmagret og skælvende, mens Goslar bemærkede, at Auguste van Pels var sammen med søstrene Frank, og tog sig af Margot, som var meget syg. Hverken Goslar eller Blitz så nogensinde Margot, da hun var for svag til at forlade sin seng. Anne fortalte Blitz og Goslar, at hun troede, hendes forældre var døde, og at hun derfor ikke ønskede at leve mere. Goslar anslog senere deres møde til at have fundet sted i sidst i januar eller først i februar 1945. Fru van Pels døde også af tyfus, men under en transport videre til Theresienstadt. To andre kvinder løftede hende af toget og efterlod hende død ved jernbanesporet. 
I marts 1945 udbrød i lejren en plettyfus-epidemi, som spredte sig hurtigt og dræbte omkring 17.000 fanger. Vidner har fortalt, at Margot en dag faldt ned fra sin seng og døde af chokket, og at Anne døde få dage efter. Eksakt dato er ikke kendt, men det skulle være sket få uger før lejren blev befriet af britiske tropper 15. april;  hollandske myndigheder havde nemlig sat søstrenes dødsdato til 31. marts, baseret på Røde Kors' oplysninger om, at søstrene Frank døde mellem 1. og 31. marts. I dag forlyder det, at pigerne sandsynligvis omkom allerede i februar 1945. Veninden Nanette Blitz sagde, det var et mirakel, at de overhovedet kunne genkende hinanden, for Anne lignede et skelet. Hun gik svøbt i et tæppe og kunne ikke mere udholde at have sit tøj på, da det var fyldt med lus. Blitz så hende sidste gang i januar 1945, da der var tyfus i kvindelejren. Anne Frank var alvorligt syg, og Margot endnu dårligere. Auguste van Pels sagde det samme, inden hun blev videresendt med en transport 7. februar. Efter den dato er alle spor af søstrene borte. 
Efter befrielsen blev Bergen-Belsen brændt ned til grunden for at undgå spredning af tyfus, og søstrene blev begravet i en massegrav sammen med et ukendt antal andre.
Efter krigen anslog man, at af de 107.000 jøder, som blev sendt væk fra Holland mellem 1942 og 1944, overlevede kun 5.000. Det er også anslået, at op til 30.000 jøder blev i Holland, hvoraf mange blev hjulpet af hollandske undergrundsfolk. Omkring to tredjedele af denne gruppe overlevede krigen.
Otto Frank overlevede sit ophold i Auschwitz og vendte efter krigen tilbage til Amsterdam, hvor han forsøgte at genfinde sin familie. Edith var død, mens han stadig var i Auschwitz; men han håbede, at hans døtre havde overlevet. Efter flere uger fik han at vide, at Margot og Anne også var døde. Peter van Pels var død i koncentrationslejren Melk 10. maj 1945; fem dage efter, at den var befriet af amerikanerne. 
Han ledte efter venner og kendte, og Annes veninde Susanne Ledermann  var blevet gasset sammen med sine forældre i Auschwitz,  mens hendes søster, Barbara, som var en nær ven af Margot, havde overlevet.  Mange af Frank-søstrenes skolevenner overlevede også, ligesom medlemmer af Otto og Edith Franks familier, der var flygtet fra Tyskland i midten af 1930'erne for at slå sig ned i Schweiz, Storbritannien, England og USA.

## Anne Franks dagbog

### Udgivelse
I juli 1945 efter at Røde Kors havde bekræftet Frank-søstrenes dødsfald, overbragte Miep Gies Otto Frank dagbogen sammen med et bundt løse ark, som hun havde gemt i håb om at kunne give dem tilbage til Anne. Otto Frank har senere sagt, at han ikke vidste, at Anne havde ført en så præcis og velskrevet dagbog under deres tid i skjul. I hans memoirer har han beskrevet den smertefulde proces det var at læse dagbogen, da han genkendte de beskrevne begivenheder, og når han huskede, at han allerede havde hørt nogle af de mere morsomme passager fra bogen, som Anne havde læst op. Han sagde også, at han for første gang så en mere privat side af sin datter, som hun ikke har diskuteret med nogen: "Det var for mig en afsløring... Jeg havde ingen anelse om dybden i hendes tanker og følelser... Hun holdt alle disse ting for sig selv." Rørt over hendes ønske om at blive forfatter, begyndte han at overveje at få dagbogen udgivet.
Anne Franks dagbog begyndte som en måde for hende at udtrykke sine tanker, og hun skrev mange gange, at hun aldrig ville tillade nogen at læse det. Hun skrev frit og åbent om sit liv, sin familie og venner, og hvad de lavede, imens hun begyndte se mulighederne for at skrive fiktion, som kunne udgives. I marts 1944 hørte hun i en radioudsendelse Gerrit Bolkestein — et medlem af den hollandske eksilregering – sige, at når krigen sluttede ville han lave en beskrivelse af det hollandske folks undertrykkelse under den tyske besættelse. Han ønskede også at udgive breve og dagbøger, og hun besluttede at skrive dagbog for at kunne videregive alt det til bogen. Hun begyndte at ændre sin skrivestil, fjernede dele af notaterne og omskrev andre med tanke på udgivelse. Hendes originale notesbog blev tilføjet andre notesbøger og løse papirark. Hun gav personerne i gruppen, samt hjælpernes pseudonymer. Det blev til at familien van Pels blev til Hermann, Petronella og Peter van Daan og Fritz Pfeffer blev til Albert Düssell. I den redigerede version, skriver hun alle notaterne til "Kitty", en fiktiv person i Cissy van Marxveldts novelle, Joop ter Heul, som Anne elskede. Otto Frank brugte hendes originale dagbog ("version A") og hendes redigerede "version B" til udgivelse. Han fjernede bestemte passager, især dem, hvor Anne kritiserer sine forældre (specielt sin mor), og dele, der fortalte om Annes voksende seksualitet. Selvom han genkendte personerne i sin egen familie, beholdt han pseudonymerne.
Otto Frank gav dagbogen til historiker Annie Romein-Verschoor, som uden held forsøgte at få den udgivet. Hun gav den til sin mand, Jan Romein, som skrev en artikel om den: Kinderstem (= barnestemme) i avisen Het Parool den 3. april 1946. Han skrev, at dagbogen blev fortalt med "et barns stemme og indeholdt hele fascismens grufuldhed, mere end alle beviserne i Nürnbergprocessen tilsammen." Hans artikel vakte udgiveres interesse, og dagbogen blev udgivet i Holland som Het Achterhuis i 1947, efterfulgt af oplag nummer 2 i 1950.
16 engelsksprogede forlag på begge sider af Atlanterhavet havde afvist dagbogen, da Meyer Levin fik den solgt til Valentine Mitchell i London. Så tilbød Doubleday at købe rettighederne direkte fra Otto Frank. Forholdet mellem Levin og Frank var stadig meget venligt; Frank gentog sine taksigelser til Levin for hans anstrengelser for at gøre dagbogen kendt, og Levin fortsatte sit arbejde med at omskrive dagbogen til et skuespil – i den tro, at Otto Frank ville støtte ham som den foretrukne til opgaven, hvad Frank da også skrev til Doubleday. Barbara Zimmerman (senere Barbara Epstein, grundlægger af The New York Review of Books), dagbogens unge redaktør hos Doubleday, havde tidligere kaldt dagbogen "en lille klassiker" og overtalt Eleanor Roosevelt til at skrive forord. (Levin hævdede dog, at forordet var skrevet af Barbara Zimmerman selv.) 
Den blev udgivet i Tyskland og Frankrig i 1950; i Storbritannien i 1952. Den første amerikanske udgave kom i 1952 og hed Anne Frank: The Diary of a Young Girl, som fik gode anmeldelser. Den fik succes i Frankrig, Tyskland og USA, men i Storbritannien solgte den nærmest intet og blev ikke genoptrykt efter 1953. Den mest bemærkelsesværdige succes var i Japan (ironisk nok, da landet var allieret med Tyskland under krigen), hvor den fik gode anmeldelser og solgte mere end 100.000 i første oplag. I Japan blev Anne Frank hurtigt defineret som en vigtig kulturel figur, som repræsenterede ødelæggelsen af ungdommen under krigen.
Et skuespil baseret på dagbogen af Frances Goodrich og Albert Hackett havde premiere i New York City den 5. oktober 1955 og vandt en Pulitzerpris i kategorien drama. Den blev fulgt af filmen The Diary of Anne Frank i 1959, en anmelderrost og populær film. Biografen Melissa Müller skrev senere, at dramatiseringen havde "bidraget til det romantiske, følelsesbetonede og universelle i Annes historie." Gennem årene voksede dagbogens popularitet, og i mange skoler, især i USA, blev bogen en del af skolepensummet og introducerede Anne Frank til en ny generation af læsere.
I 1986 udgav Netherlands State Institute for War Documentation den "kritiske udgave" af dagbogen, med sammenligninger fra alle kendte versioner, redigerede som uredigerede. Den har også en diskussion om autenticiteten og oplysninger om familien og dagbogen selv.
Cornelis Suijk — tidligere direktør for Anne Frank Foundation og direktør for U.S. Center for Holocaust Education Foundation— bekendtgjorde i 1999 fundet af de fem sider, som Otto Frank havde fjernet fra dagbogen før dens første udgivelse; Suijk påstod, at Otto Frank gav ham disse sider kort før sin død i 1980. De manglende sider indeholder vrede passager af Anne Frank om hendes forældres anstrengte ægteskab og diskuterer Annes manglende tiltro til sin mor.  Suijk planlagde at sælge dem for at indsamle penge til sin amerikanske fond. Netherlands Institute for War Documentation, der er den formelle ejer af manuskriptet, forlangte papirerne overbragt. I 2000 gik Dutch Ministry of Education, Culture and Science med til at donere 300.000 dollars til Suijks fond, og siderne blev returneret i 2001 og er med i de nye udgaver.

### Modtagelse
Dagbogen blev rost meget for at have et så flot litterært indhold. Forfatteren Meyer Levin har om Anne Franks skrivestil udtalt, at hun "opretholder spændingen i en velkonstrueret roman", og han var så imponeret over hendes arbejdes kvalitet, at han samarbejdede med Otto Frank om at filmatisere dagbogen kort efter dens udgivelse. Meyer blev helt besat af Anne Frank, som han skrev om i sin selvbiografi, The Obsession. Poeten John Berryman skrev, at det var en meget unik skildring, ikke kun på grund af Franks unge alder, men på grund af at det var "en forvandling af et barn til en person, som sker i en præcis, selvsikker, sparsommelig stil i al sin ærlighed."
I sin introduktion til dagbogens første amerikanske udgave beskrev Eleanor Roosevelt den som "en af de klogeste og mest bevægende kommentarer til krig og dets betydning på mennesket, som jeg nogensinde har læst." John F. Kennedy talte om Anne Frank i en tale fra 1961, og sagde: "Af alle de mange, som igennem historien har talt på vegne af menneskets værdighed under tider med stor lidelse og tab, har ingen stemme været så betagende som Anne Franks." Samme år skrev den sovjetiske forfatter Ilja Ehrenburg om hende: "én stemme taler for seks millioner – stemmen tilhører ikke en vismand eller en poet, men en normal lille pige."
Med en voksende status som både forfatter og humanist er Anne Frank blevet et specifikt symbol på Holocaust og som et eksempel på konsekvensen af forfølgelse. Hillary Rodham Clinton læste i sin takketale ved modtagelsen af Elie Wiesel Humanitarian Award i 1994 op fra Anne Franks dagbog og talte om, at hun "vækkede os til at opdage vanviddet af ligegyldighed og det forfærdelig det gør til vores unge", hvorved Clinton refererede til de samtidige begivenheder i Sarajevo, Somalia og Rwanda. Efter at have modtaget en humanitær pris af Anne Frank Foundation i 1994 talte Nelson Mandela til en gruppe i Johannesburg, hvor han sagde, at han havde læst Anne Franks dagbog, mens han var i fængsel og "fik meget opmuntring fra det." Han sammenlignede hendes kamp mod nazismen med sin kamp mod apartheid i Sydafrika og tegnede dermed en parallel mellem de to filosofier med udtalelsen: "Fordi disse to opfattelser er åbenlyst falske, og fordi de blev, og altid vil vedblive at være udfordret af personer som Anne Frank, er de dømt til at fejle." I 1994 sagde Václav Havel: "Anne Franks arv er i den grad i live og har noget at sige os alle" i relation til de politiske og sociale ændringer, der skete på i Østblokken.
Primo Levi bemærkede også, at Anne Frank ofte bliver identificeret som én enkel repræsentant for de millioner af mennesker, som led og døde, som hun gjorde, fordi "en enkelt Anne Frank berører os mere end et utal af andre, som led præcis som hun, men hvis ansigter blot er forblevet i skyggen. Måske er det bedre på den måde; hvis vi skulle bære al den smerte fra alle de mennesker, ville vi ikke være i stand til at leve." Melissa Müller skrev i det afsluttende afsnit i sin biografi om Anne Frank – Mip Gies udtrykte en lignede tanke – at selvom hun forsøgte at fjerne, hvad hun mente var en voksende misforståelse, at "Anne symboliserer de seks millioner ofre for Holocaust" ved at skrive: "Annes liv og død var hendes egen individuelle skæbne, en individuel skæbne, som gentog sig seks millioner gange. Anne kan ikke, og burde ikke, stå for de mange menneskeliv, som nazisterne dræbte… Men hendes håb gjorde det muligt for os at begribe det enorme tab, som verden led under på grund af holocaust."
Otto Frank tilbragte den sidste del af sit liv med at varetage sin datters arv og sagde: "Det er en mærkelige rolle. I en normal familie er det barnet af den berømte forælder, som har æren og byrden af at holde arven ved lige. I mit tilfælde er rollerne omvendt." Han vedkendte sig også sin udgivers forklaring, da han mente, at dagbogen blev så meget læst, fordi den "indbefatter så mange områder af livet, så enhver læser kan støde på noget, som berører ham personligt." Simon Wiesenthal udtrykte en lignende holdning, da han sagde, at Anne Franks dagbog vakte mere opmærksomhed om holocaust end Nürnbergprocessen nogensinde gjorde, fordi "folk identificerede sig med dette barn. Det var indbegrebet af holocaust, det var en familie ligesom min familie, din familie, og derfor forståeligt."
I juni 1999 udgav tidsskriftet Time Magazine en specialudgave, "Time 100: The Most Important People of the Century". Anne Frank blev kåret som en af Heroes & Icons, og forfatteren Roger Rosenblatt beskrev hendes arv med udtalelsen: "De lidenskaber, som bogen vækker, fortæller, at alle ejer Anne Frank, at hun er hævet over holocaust, jødedom...og er blevet en slags totemfigur for den moderne verden – det moralske individ forbundet med den ødelæggende maskine, insisterende på retten til at leve, stille spørgsmål og nære håb for menneskehedens fremtid." Han bemærker også, at mens hendes mod og pragmatisme bliver beundret, er det hendes evne til at analysere sig selv og kvaliteten af hendes forfatterskab, som er nogle af grundpillerne i hendes tiltrækningskraft. Han skriver: "Grunden til hendes udødelighed er i bund og grund litterær. Hun var en exceptionel god forfatter og uanset hendes alder, fremstår kvaliteten af hendes arbejde som resultatet af en fuldstændig hensynsløs ærlig fremstilling."

### Benægtelse og sagsøgning
Der blev tidligt stillet spørgsmål ved tekstens autenticitet. Ikke kun, fordi Anne Frank fremstod som påfaldende moden og sikker af sin alder; men også pga. en stiv, pedantisk oversættelse, der virkede meget lidt overbevisende som en tekst skrevet af et ungt menneske.  Sent i 1950'erne hævdede flere nazistiske publikationer, at dagbogen var en forfalskning foretaget af Meyer Levin, en amerikansk-jødisk forfatter, som havde arbejdet for at få den udgivet i USA,  og at Anne Frank aldrig har eksisteret. De tidligste beskyldninger kom fra kritikere fra Sverige og Norge. Beskyldningerne fra Sverige stammede fra det nazistiske magasin, Fria ord i 1957, og var skrevet af den danske forfatter og kritiker Harald Nielsen, som skrev antisemitiske artikler om Georg Brandes.
Meyer Levin skrev et skuespil (ud fra dagbogen) som aldrig blev sat op, fordi Otto Frank foretrak andre manusforfattere. Levin ville sætte fokus på Anne Frank som offer for antisemitisme, mens Lillian Hellman og andre i hendes kreds fik overbevist Otto Frank om en mere universel tilnærmelse til stoffet, hvor Annes tanker om sin jødiskhed blev neddæmpet og helt fjernet. Levin blev efterhånden overbevist om, at det ligefrem drejede sig om et komplot for at få sløjfet dagbogens jødiske elementer; og resten af sit liv protesterede han mod denne tilsløring af Anne Franks jødiske tilknytning. 
Levin anlagde en sag og anklagede de andre skribenter for plagiat. Selvfølgelig havde han ikke haft noget med dagbogen at gøre; men rygterne gik, og resulterede i en efterforskning, hvor det kom for en dag, hvor mange originale dokumenter, man faktisk måtte forholde sig til. Der var Annes private dagbog i tre bind; der var B-versionen, hun skrev med tanke på offentliggørelse; og der var en række selvstændige historier, hun skrev om livet i baghuset som delvis fiktion over temaet. Hendes far samlede hendes private dagbog, B-versionen og flere af fortællingerne i én udgivelse med rettelser og sløjfet materiale, han anså som krænkende eller pinligt, som Annes minder fra den gang, hun havde bedt om at røre ved en anden piges bryster. Otto Frank måtte ofte vælge mellem flere, højst forskellige versioner af de samme hændelser, men et ekspertvidne udtalte, at den udgivne bog var i overensstemmelse med forfatterindens hensigt. I 1980 offentliggjorde Spiegel imidlertid en rapport om, at mens papiret i dagbogen var autentisk nok, var der foretaget tilføjelser til Annes omskrevne version med en kuglepen, som først kom i handelen i 1951. Det tog sig ikke heldigt ud, når en ekspert tidligere havde sagt god for, at hele dagbogen var skrevet af en og samme person. Nummereringen af siderne og små tilføjelser var da også gjort senere, nok af Otto Frank eller hans medhjælpere. Så sent som i 1998 kom endnu en overraskelse, da der dukkede fem sider op, som Otto Frank havde holdt tilbage. De indeholdt Anne Franks kritiske omtale af forældrenes ægteskab. 
I 1958 blev Simon Wiesenthal i forbindelse med en teateropførelse af Anne Franks dagbog i Wien udfordret af demonstranter, som sagde, at Anne Frank aldrig havde eksisteret og afkrævede Wiesenthal beviser for hendes eksistens ved at finde manden, som arresterede hende. Wiesenthal begyndte herefter at lede efter Karl Silberbauer og fandt ham i 1963. Da han blev interviewet, indrømmede Silberbauer sin rolle og identificerede på et foto Anne Frank som en af de arresterede. Han huskede at have åbnet og smidt en kuffert fyldt med papir på gulvet. Hans beskrivelse passer med Otto Franks og andres oplevelser.
Modstandere af dagbogen fortsatte med at påstå, at den fremstod som pro-jødisk-propaganda, hvilket Otto Frank afviste. I 1959 sagsøgte Frank i Lübeck en Lothar Stielau, skolelærer og tidligere Hitlerjugend-medlem, som havde udgivet et skoleblad, der beskrev dagbogen som dokumentfalsk. Søgsmålet blev udvidet til også at sagsøge Heinrich Buddegerg, som støttede Stielau i et brev, som også blev trykt. Retten undersøgte dagbogen, og bekræftede i 1960, at håndskriften i dagbogen passede med skriften i breve skrevet af Anne Frank. Dagbogen måtte anses som ægte. Stielau trak sin beskyldning tilbage, og Otto Frank gjorde ikke mere ud af sagen.
I 1976 sagsøgte Otto Frank en Heinz Roth fra Frankfurt, som udgav en pamflet, der anklagede dagbogen for at være en forfalskning. Retten afgjorde, at hvis Roth udgav flere sådanne udtalelser, ville han få en bøde på 500.000 D-Mark og et halvt års fængsel. Roth ankede sagen, men døde i 1978, et år før hans sag blev afvist.
Otto Frank anlagde i 1976 sag mod Ernst Römer, som udgav pamfletten "The Diary of Anne Frank, Bestseller, A Lie" ("Anne Franks dagbog, bestseller, en løgn"). Da en Edgar Geiss fremviste samme pamflet i retten, blev også han retsforfulgt. Römer blev idømt en bøde på 1.500 D-Mark, og Geiss blev idømt seks måneder fængsel. Efter en ankesag blev dommen nedsat, men selve sagen mod ham blev droppet pga. en efterfølgende ankesag, fordi den lovfæstede appeltid for injurier var udløbet.
Da Otto Frank døde i 1980, blev den originale dagbog med breve og løse ark overgivet til Det hollandske institut for dokumentation af krigen,  hvor den gennemgik en kriminalteknisk undersøgelse under det nederlandske justitsministerium i 1986. Her blev dagbogens håndskrift holdt op mod skriftprøver fra Anne Frank, som var overensstemmende. Det blev videre slået fast, at det anvendte papir, lim og blæk var tilgængeligt, dengang dagbogen blev skrevet. De samlede undersøgelser fastslog, at dagbogen var ægte, og konklusionen trykt i den "kritiske udgave" af dagbogen. Den 23. marts 1990 bekræftede retten i Hamburg, at dagbogen var ægte.
I 1991 skrev holocaust-benægterne Robert Faurisson og Siegfried Verbeke pjeceen The Diary of Anne Frank: A Critical Approach (Anne Franks dagbog: En kritisk tilgang). De påstod, at Otto Frank havde skrevet dagbogen og baserede det på, at dagbogen indeholdt mange modsigelser, som at det ville have været umuligt at skjule sig i baghuset, og at Anne Franks påståede prosa-stil og håndskrift ikke var som en teenagers.
Anne Frank-huset i Amsterdam og Anne Frank Funds indledte i Basel en civilretssag i december 1993 for at stoppe produktionen af The Diary of Anne Frank: A Critical Approach i Holland. Den 9. december 1998 dømte Amsterdams distriktsret til fordel for anklagerne, med forbud mod yderligere produktion og udsendelse af fornægtelser af dagbogens ægthed. Brud på dette forbud ville resultere i en bøde på 25.000 nederlandske gylden for hver krænkelse.

## Betydning
Den 3. maj 1957 startede en gruppe med Otto Frank en "Anne Franks indsamling" i håb om at redde Prinsengracht-bygningen fra nedrivning og gøre den offentligt tilgængelig. Anne Franks hus åbnede den 3. maj 1960 med Opekta-bygningen, kontorer og baghus, alle rum umøbleret, så besøgende kan gå frit omkring. Nogle personlige levn fra de tidligere beboere findes stadig: billeder af filmstjerner, som Anne havde limet fast på sine vægge, tapetet, hvor Otto Frank markerede højden på sine voksende døtre, og et vægkort, hvor han markerede de allieredes fremrykning; alt sammen bag akrylglas. Fra det lille værelse, hvor Peter van Pels holdt til, forbinder en gang bygningen med naboerne, alt sammen takket være fonden. De andre bygninger er brugt til at vise dagbogen og skiftende udstillinger, som i kronologisk orden viser holocaust, og nyere udstillinger om racisme i forskellige dele af verden. Huset er blevet et af Amsterdams hovedattraktioner, med et rekordhøjt antal besøgende i 2005 på 965.000. Huset har en hjemmeside, og der laves rejseudstillinger: I 2005 besøgte museet 32 lande i Europa, Asien, Nordamerika og Sydamerika med udstillingen.
I 1963 etablerede Otto Frank og hans anden kone, Elfriede Geiringer-Markovits, Anne Frank Fonden som en velgørenhedsorganisation med hovedsæde i Basel. Fonden indsamler penge til sager, som har brug for dem. Inden sin død overførte Otto Frank dagbogens copyright til Fonden på den betingelse, at de første indkommende 80.000 schweizerfranc hvert år skulle gå til hans arvinger, og al indkomst derudover bruges af Fonden til et hvilket som helst projekt, den fandt værdigt. Fonden yder finansiering af medicinsk behandling i Righteous among the Nations på årlig basis. Fondens mål er at advare unge mod racisme; blandt andet har den lånt nogle af Anne Franks notater til United States Holocaust Memorial Museum i Washington D.C. til en udstilling i 2003. Fondens årsrapport samme år beskrev Fondens arbejde på globalt plan, hvor den også støttede projekter i Tyskland, Israel, Indien, Schweiz, Storbritannien og USA.[kilde mangler]
Lejligheden i Merwedeplein 37, hvor Frank-familien boede fra 1933 til 1942 forblev i privateje til det første årti i det 21. århundrede, da et tv-dokumentarprogram henledte opmærksomheden på den som et sted af almen interesse. Da stedet var dårlig vedligeholdt, blev det købt af et hollandsk ejendomsmæglerfirma. Ved hjælp af fotografier taget af Frank-familien og beskrivelser af lejligheden og møblementet i Anne Franks breve, blev lejligheden genskabt, som den så ud i 1930'erne. Teresien da Silva fra Anne Franks hus og Anne Franks fætter Bernhard "Buddy" Elias hjalp med restaureringen. Den åbnede i 2005 for at tjene som et trygt tilflugtssted for forfattere, som forfølges i hjemlandet. Hver af dem får et år i lejligheden, hvor de så kan bo og arbejde. Den første, som blev udvalgt, var den algeriske romanforfatter og poet El-Mahdi Acherchour.
I juni 2007 donerede "Buddy" Elias omkring 25.000 familie-relaterede dokumenter til Anne Frank-huset. Blandt dem er der fotos af Frank-familien taget i Tyskland og Holland, og et brev, som Otto Frank sendte til sin mor i 1945, hvori han fortæller, at hans kone og døtre er omkommet i koncentrationslejr.
I november 2007 skulle Anne Frank-træet, en hestekastanje, fældes for at undgå, at det væltede ned over de bygningerne, efter at en svampesygdom havde angrebet stammen. Den hollandske økonom Arnold Heertje, som også var under jorden under anden verdenskrig, sagde om træet: "Dette er ikke et hvilket som helst træ. Anne Frank-træet er forbundet med jødeforfølgelserne." Træ-fonden bestående af en gruppe af træ-miljøaktivister, anlagde sag for stoppe den planlagte fældning af hestekastajnen, hvilket tiltrak sig international medieomtale. En hollandsk ret beordrede byens ledere og miljøaktivisterne til at undersøge andre muligheder.  Parterne blev enige om at bygge en stålkonstruktion, som skulle forlænge træets liv med op til 15 år. Der gik dog kun tre år, før en stærk storm blæste træet omkuld den 23. august 2010.
Gennem årene er der lavet adskillige film om Anne Frank, og om hvordan hendes skriverier har inspireret litteratur, moderne musik, fjernsyn og andre medier. Heriblandt er The Anne Frank Ballet af Adam Darius, som blev opført første gang i 1959, og korarbejdet Annelies, som blev uropført i 2005. Den eneste kendte optagelse af Anne Frank er en stumfilm fra 1941, optaget ved naboens bryllup. Man ser Anne Frank læne sig ud af et vindue på anden sal for at se brudeparret bedre. Parret overlevede krigen og gav filmen til Anne Frank-museet.
I 1999 udnævnte Time Magazine Anne Frank blandt helte og heltinder i det 20. århundrede på deres liste Most Important People of the Century og skrev: "Med en dagbog skrevet i hemmelighed i skjul på et loft trodsede hun nazisterne og gav en brændende stemme til at kæmpe for menneskets værdighed." Philip Roth kaldte hende den "fortabte lille datter" af Kafka.
I 2007 placerede en gruppe hollandske historikere også Anne Frank som en af figurerne på deres officielle "Hollandsk histories kanon", som er en liste over 50 emner i en kronologisk oversigt over Hollandsk historie, som bliver brugt i undervisningen.

## Galleri
- Statue af Anne Frank i Utrecht.
- Lejlighedskomplekset på Merwedeplein, hvor familien Frank levede fra 1934 til 1942.
- Gravminde for Anne Frank i Bergen-Belsen.